# Trichoplusia obtusisigna
Trichoplusia obtusisigna là một loài bướm đêm trong họ Noctuidae.